# 尉迟崇
尉迟崇（6世纪—582年），代人，北周、隋朝官员。
尉迟崇在北周任仪同大将军，率兵屯驻恆山。当时杨坚为定州总管，尉迟崇知道杨坚相貌非常，便结交杨坚，杨坚对他亲近相待。580年，杨坚担任丞相，尉迟迥作乱，尉迟崇与尉迟迥是宗族，自囚入狱，遣送使者向杨坚表示愿受刑罚。杨坚写书信安慰他，命他入朝，安置于侧近。开皇元年，隋朝建立，尉迟崇被封为封秦兴县公。一年后，跟随行军总管达奚长儒在周盘攻打突厥，力战而死。赠大将军、豫州刺史，其子赐姓杨，即杨义臣，承袭尉迟崇官位嗣爵。